# Sigara paludata
Sigara paludata är en insektsart som beskrevs av Hungerford 1942. Sigara paludata ingår i släktet Sigara och familjen buksimmare. Inga underarter finns listade i Catalogue of Life.